# معركة سيدي أبو عرقوب الأولى
معركة سيدي أبو عرقوب الأولى (طرابلس) 13 مايو 1915 م قدمت كتيبة إيطالية من العزيزية لغرض نجدة قواتهم المحاصرة في ترهونة، وفي منطقة (وادي الخروع)وقعت معركة حامية حيث تمت إبادة معظم الكتيبة الإيطالية، وتمكن المجاهدين من أسر خمسة وعشرين أسيرا من كتيبة البيرسالييري السابقة، وفي محاولة جديدة للقوات الإيطالية في سعيها لنجدة قواتهم المحاصرة في ترهونة أرسل الإيطاليون من جديد قوة قدرت بأقل من لواء انطلقت من منطقة العزيزية، وعند جبل «أبو عرقوب» البالغ ارتفاعه الف قدم دارت معركة مذهلة يوم 13 مايو 1915 م بين قوات الإيطالية والمجاهدين بقيادة المجاهد مسعود الشويخ، وفي النهاية تمكن المجاهدون من تحقيق نصر مبين على قوات الإيطاليين التي أبيد معظمها، وقد وقع في الأسر مائتا أسير إيطالي. 